# Président de la république du Tchad
Le président de la république du Tchad est le chef de l'État tchadien. Ses compétences politiques et institutionnelles sont régies par la Constitution.

## Système électoral
Le président de la république du Tchad est élu au scrutin uninominal majoritaire à deux tours pour un mandat de six ans renouvelable une seule fois. Est élu le candidat ayant recueilli la majorité absolue des suffrages exprimés au premier tour. À défaut, un second tour est organisé le deuxième dimanche suivant entre les deux candidats arrivés en tête au premier, et celui recueillant le plus de voix est déclaré élu.
Avant la constitution de 2018, le mandat était de cinq ans, renouvelable indéfiniment. La nouvelle constitution qui instaure une limitation à deux mandats ne tient cependant pas compte de ceux entamés avant sa promulgation,.